# Ham (Belgia)
Ham este o comună din regiunea Flandra din Belgia. Comuna este formată din localitățile Kwaadmechelen și Oostham. Suprafața totală a comunei este de 32,69 km². La 1 ianuarie 2008 comuna avea o populație totală de 9.974 locuitori. 
1. ↑  Crossroad Bank of Enterprises, accesat în 25 iulie 2023